# Vapeur Val-de-Travers
Le Vapeur Val-de-Travers (VVT) est un chemin de fer touristique, et un musée ferroviaire, situé à St-Sulpice dans le canton de Neuchâtel en Suisse. 
Pendant la saison, il fait circuler des trains à vapeur touristiques sur la ligne du Val-de-Travers au fil de l'Areuse et sur la ligne du Franco-Suisse (Neuchâtel-Pontarlier).
Vapeur Val-de-Travers est membre de l'Union des chemins de fer historiques suisses.

## Situation ferroviaire
La gare de Saint-Sulpice est l'ancien terminus, au point kilométrique (PK) 10,46 de la ligne du Régional du Val-de-Travers. Le tronçon de Fleurier à Saint-Sulpice, inutilisé par le service public depuis 1973, est remis en concession à l'association pour y faire circuler des trains historiques le 23 mai 2012,.
Les trains touristiques circulent aussi sur la ligne d'Auvernier aux Verrières frontière (-Pontarlier) qu'ils rejoignent à l'embranchement de la gare de Travers.

## Historique

### La naissance du VVT
En 1983, des trains à vapeur ont pu circuler au Vallon à l'occasion du centenaire du Régional du Val-de-Travers. Ces événements ont donné l'idée à Alphonse Roussy et à une poignée de passionnés regroupés au sein de l'Eclisse, de fonder une association nommée Vapeur Val-de-Travers. 
L'association est créée en 1985.

### Les premières acquisitions
Le VVT réalise que la locomotive belge, Cockerill, acquis en 1984 ne pourra pas assurer des prestations ferroviaires sur la ligne du RVT (TransN), car la machine n'est pas assez puissante. Une nouvelle recherche s'organise. Une entreprise signale qu'une locomotive serait à vendre dans une fabrique d'aluminium en Autriche. Tout est mis en œuvre pour acquérir cette locomotive à trois essieux Krauss-Maffei. Une fois l'achat effectué. Le voyage commence, partie de Braunau am Inn, il faudra deux jours et deux nuits pour venir d'Autriche au Val-de-Travers. Au même moment, le premier dépôt est construit avec deux voies pour accueillir la locomotive. Ce dépôt est doté d'une fosse et abritera un fourgon ex-CFF, à trois essieux, transformé en bar surnommé « Traclet-bar » pour le centenaire du RVT et récupéré par le VVT.

### Tigerli
À ce moment-là, le VVT se rend compte qu'il manque une locomotive à vapeur en cas de panne de la Krauss-Maffei. Les recherches aboutissent au Service du Gaz de Genève, lequel dispose de la Tigerli 8511, elle est hors service depuis quelques années, mais garée à l'abri dans son dépôt. Le service du Gaz ne voit aucun inconvénient à placer en 1985, la Tigerli dans l'association, en prêt contre bons soins. Elle sera remise en service grâce à des membres motivés et compétents. En remerciement du travail de qualité effectué, le Service du Gaz fait don de la locomotive Tigerli à l'association VVT en 1995.

## Les collections

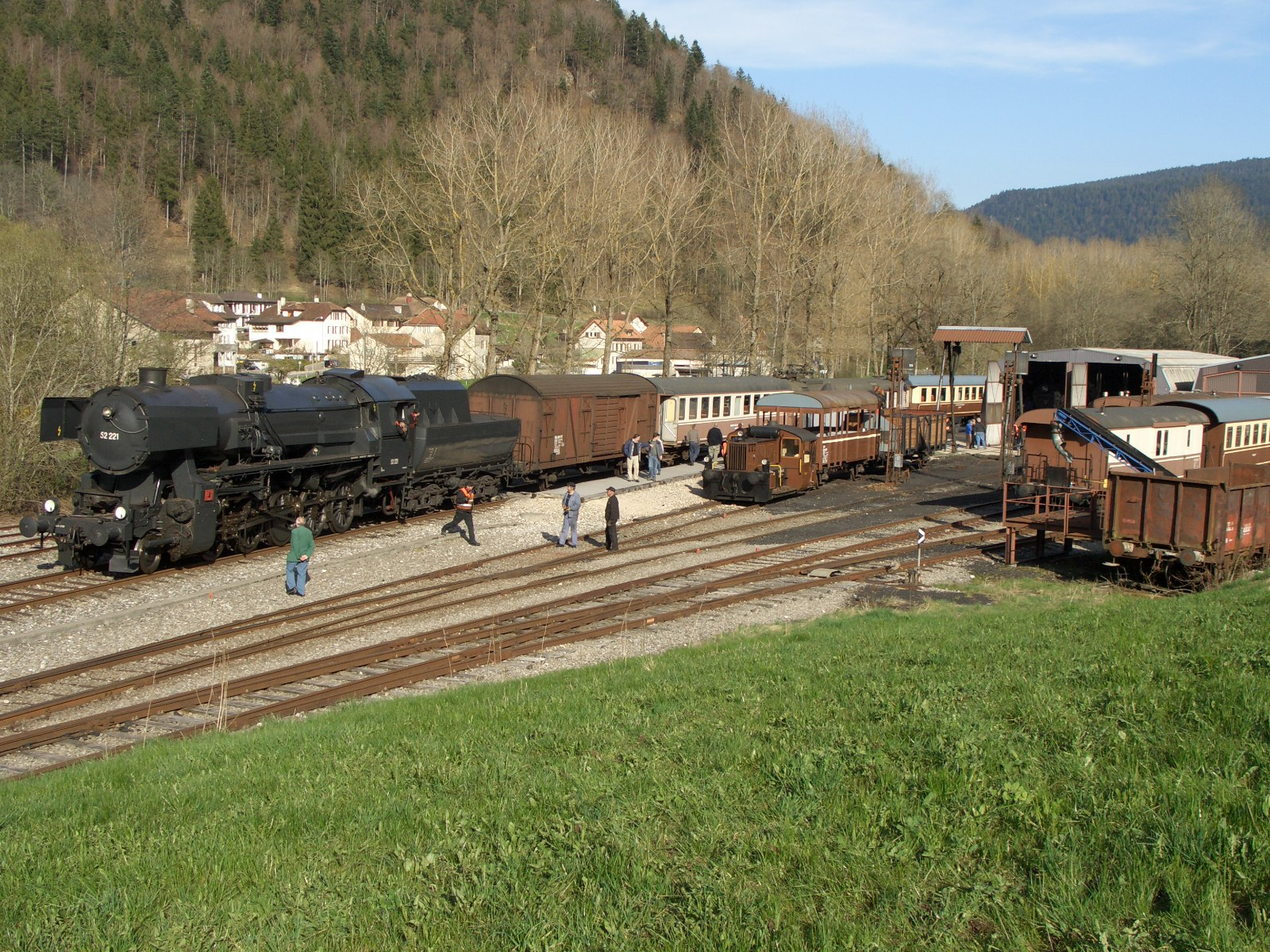
Le Matériels roulants.

Le dépôt des locomotives, peut être visité sur demande, ou est ouvert les samedis.
Les listes suivantes ne sont pas exhaustives et devront être complétées ou actualisées au fil du temps (dernière actualisation en juin 2024) :

### Locomotives à vapeur
| Matricule (noms)                         | Constructeur et date  | État actuel                                       | Origine et informations techniques | Photo |
| ---------------------------------------- | --------------------- | ------------------------------------------------- | --- | ----- |
| E 2/2 (020T) Chaudière verticale no 2951 | Cockerill, 1920       | Hors service                                      | - Origine : - 5 m, 00,00 t (15 t en ordre de marche), vitesse maximum : 20 km/h (115 ch). - Timbre chaudière : 12 kg/cm². - Capacité de la soute à charbon : 00 t. - Capacité de la soute à eau : 0 000 L (0,0 m3).                                                                                           |       |
| E 2/2 (020T) dite "Sulzer                | SLM Sulzer, 1895      | Hors service                                      | - Origine : - 5,07 m, 00,00 t (14,2 t en ordre de marche), vitesse maximum : 20 km/h (100 ch). - Timbre chaudière : 12 kg/cm². - Capacité de la soute à charbon : 0 t. - Capacité de la soute à eau : 0 000 L (0 m3).                                                                                         |       |
| E 2/2 (020T) dite "Cham"                 | Henschel & Sohn, 1925 | Hors service                                      | - Origine : - 7,6 m, 00,00 t (26 t en ordre de marche), vitesse maximum : 30 km/h (200 ch). - Timbre chaudière : 12 kg/cm². - Capacité de la soute à charbon : 00 t. - Capacité de la soute à eau : 0 000 L (0 m3).                                                                                           |       |
| E 3/3 (030T) Tigerli no 8511             | SLM Winterthur, 1911  | Opérationnelle                                    | - Origine : - 8,7 m, 00,00 t (34,9 t en ordre de marche), vitesse maximum : 45 km/h (350 ch). - Timbre chaudière : 12 kg/cm². - Capacité de la soute à charbon : 1,7 t. - Capacité de la soute à eau : 4 300 L (4,3 m3). - Numéro : 90 85 0008 511-7.                                                         |       |
| E 3/3 (030T) no 16388                    | Krauss-Maffei, 1945   | Hors service                                      | - Origine : - 9,4 m, 00,00 t (43,8 t en ordre de marche), vitesse maximum : 45 km/h (400 ch). - Timbre chaudière : 12 kg/cm². - Capacité de la soute à charbon : 1,9 t. - Capacité de la soute à eau : 6 250 L (6,25 m3).                                                                                     |       |
| E 3/3 (030T) no 8                        | SLM Sulzer, 1895      | Hors service                                      | - Origine : - 5,07 m, 00,00 t (14,2 t en ordre de marche), vitesse maximum : 20 km/h (100 ch). - Timbre chaudière : 12 kg/cm². - Capacité de la soute à charbon : 0 t. - Capacité de la soute à eau : 0 000 L (0 m3).                                                                                         |       |
| (040T) TKP "Slask" no 16                 | Fablok, 1952          | Opérationnelle                                    | - Origine : - 10,98 m, 00,00 t (66 t en ordre de marche), vitesse maximum : 50 km/h (800 ch). - Timbre chaudière : 14 kg/cm². - Capacité de la soute à charbon : 3,5 t. - Capacité de la soute à eau : 6 500 L (6,5 m3).                                                                                      |       |
| TKT 48-188                               | Fablok, 1956          | Hors service (en cours de restauration complète). | - Origine : - 14,14 m, 00,00 t (98 t en ordre de marche), vitesse maximum : 80 km/h (1068 ch). - Timbre chaudière : 16 kg/cm². - Capacité de la soute à charbon : 6 t. - Capacité de la soute à eau : 10 000 L (10 m3).                                                                                       |       |
| BR 52.221                                | Schwartzkopff, 1943   | Opérationnelle                                    | - Origine : Locomotive ex DRG allemande en service depuis 2007. - 22,975 m, 00,00 t (149,7 t en ordre de marche), vitesse maximum : 80 km/h (1620 ch). - Timbre chaudière : 16 kg/cm². - Capacité de la soute à charbon : 10 t. - Capacité de la soute à eau : 3 000 L (30 m3). - Numéro : 90 85 0520 221-2). |       |

### Locotracteurs diesel & grue
| Matricule          | Constructeur et date                                          | État actuel  | Origine et informations techniques | Photo |
| ------------------ | ------------------------------------------------------------- | ------------ | --- | ----- |
| Tm 2/2 « Köf »     | Arnold Jung GmbH Jungenthal, 1959                             |              | - Ex DB. - Origine : - 6,45 m, 00,00 t (17 t en ordre de marche), vitesse maximum : 45 km/h (128 ch). - Capacité du réservoir à gazole : 200 L. |       |
| Tm III no 9571 CFF | Robert Aebi&Co, 1979                                          |              | - Origine : - 8,74 m, 00,00 t (34 t en ordre de marche), vitesse maximum : 60 km/h (210 ch). - Capacité du réservoir à gazole : 550 L. - Moteur Saurer. |       |
| Grue Bondy         | Ateliers de Bondy (Paris), probablement dans les années 1940. | Hors service | - Grue ex SNCF. - Type « Motopelle 4 » , dite « GP4 » ou « Motogrue ». - Longueur de la flèche : 13,5 m - Masse : 32,2 t - Motorisation : Baudouin DB3 à 3 cylindres de 45 ch. - Vitesse limite en autonome : 3,9 km/h - Volume de la benne : 600 L - Capacité de levage : 1,5 t |       |

### Voitures à voyageurs
| Matricule                       | Constructeur et date | État actuel                              | Origine et informations techniques                                                                          | Photo |
| ------------------------------- | -------------------- | ---------------------------------------- | --- | ----- |
| B4ü no 3924                     | SIG, 1914            | Opérationnelle                           | - Origine : - 21,40 m, 00,00 t (41 t en ordre de marche), vitesse maximum : 110 km/h. - Places assises : 48 |       |
| B4ü no 3933                     | SIG, 1914            | Opérationnelle                           | - Origine : - 21,40 m, 00,00 t (41 t en ordre de marche), vitesse maximum : 110 km/h. - Places assises : 26 |       |
| F4ü (Fourgon cuisine/technique) | SIG, 1913            | Opérationnelle                           | - Origine : - 20,15 m, 00,00 t (45 t en ordre de marche), vitesse maximum : 110 km/h.                       |       |
| AB no 312                       | SWS, 1914            | Hors service (en cours de restauration). | - Origine : - 21,40 m, 00,00 t (35 t en ordre de marche), vitesse maximum : 110 km/h. - Places assises : 64 |       |
| D3 no 362 (Traclet Bar)         | SWS, 1915            | Opérationnelle                           | - Origine : - 14,10 m, 00,00 t (22 t en ordre de marche), vitesse maximum : 40 km/h. - Places assises : 30  |       |
| GBS                             | Vevey, 1967          | Hors service (en cours de restauration). | - Origine : - 14,52 m, 00,00 t (13 t en ordre de marche), vitesse maximum : 100 km/h.                       |       |

- Divers wagons marchandises.

## Publication
« Le Piston », bulletin publié par Vapeur Val-de-Travers. Quelques numéros :
- no spécial : 1985-1995, 1995
- no 21 : Décès du fondateur, 1996
- no 24 : Voyage sur Pontarlier, 150e anniversaire des CFF, 1997
- no 27 : Rapport d'activité 1998, TSR et le Junior Club, 1999
- no spécial : 1985-2000, 2000
- no 30 : La vie du dépôt, Du charbon au rail 1 : la chaudière, décembre 2000[10]
- no 31 : Du charbon au rail 2 : le foyer, la boîte à fumée, septembre 2001[11]
- no 32 : Mariage, Tournage du film Monsieur Batignole, 2001
- no 33 : Incendie de la gare, Train spécial pour les Bourbakis, 2002
- no 34 : Rétrospective 2002, 2002
- no 35 : Présentation du matériel roulant, 2003
- no 36 : Renaissance de la 241 P30 et retrospective 2003, 2003
- no 37 : TKt48 188, 2004
- no 38 : Rétrospective 2004, Festival Vapeur Vallorbe, 2004
- no 39 : Rétrospective 1985-2005, histoire du VVT, 2005
- no 40 : 52 221 roule, La Tabaklok, projet des voitures historiques, 2007
- no 41 : 52 221, le retour et les expériences, les actifs au dépôt, 2010

## Articles de presse
- « Projets vitaux au VVT », dans la revue Rail Passion, pp. 72-73
- « un anniversaire morose », dans la revue Rail Passion, no 94, août 2005, p. 95
- (de) « 25 Jahre Vapeur Val-de-Travers », article de U. Hudritsch, dans la revue Eisenbahn Amateur (de), no 8, 2010,  pp. 445-449[12]
- « De Tchéquie en Suisse, le parcours semé d'embûches d'une locomotive », article de Pierre-Alain Favre, dans L'Express/L'Impartial, 5 novembre 2007[13],[14]

## Reportages TV
- « L'association "Vapeur du Val-de-Travers” vient de recevoir une locomotive à vapeur qu’elle va tenter de remettre sur les rails », dans RTS le journal, 11 août 2003[15].
- « Train à vapeur - Nostalgie sur les rails », dans canal 9, le journal, 2 juillet 2008[16].

## Cinéma
Le matériel roulant du Vapeur Val-de-Travers apparaît dans plusieurs films et documentaires. Notamment :
- film Monsieur Batignole de Gérard Jugnot (2002) : la locomotive Krauss-Maffei apparaît statique en gare de Morteau et sur un court trajet en pleine voie lors de scènes tournées le 26 juin 2001[17]
- film Ispansi (Españoles) de Carlos Iglesias (es) (2011) : le site du dépôt de Saint-Sulpice et diverses machines apparaissent lors de scènes tournées entre les 16 et 23 janvier 2010[18]
- Documentaire La bataille du rail en Franche-Comté de Éric Pages (2006) : des scènes ont été tournées devant le dépôt avec les locomotives TKt48 188 et 241 P 30[19].